# شافر
شافر (انگلیسی: Sheaffer) شرکت نوشت‌افزار آمریکایی است، که در سال ۱۹۱۲ توسط والتر شافر تأسیس شد.